# 1876年臺灣
|        | 臺灣歷史 \| 台灣歷史年表 |
| 世纪： | 18世纪臺灣 \| 19世纪臺灣 \| 20世纪臺灣 |
| 年代： | 1840年代臺灣 \| 1850年代臺灣 \| 1860年代臺灣 \| 1870年代臺灣 \| 1880年代臺灣 \| 1890年代臺灣 \| 1900年代臺灣                                           |
| 年份： | 1871年臺灣 \| 1872年臺灣 \| 1873年臺灣 \| 1874年臺灣 \| 1875年臺灣 \| 1876年臺灣 \| 1877年臺灣 \| 1878年臺灣 \| 1879年臺灣 \| 1880年臺灣 \| 1881年臺灣 |
| 纪年： | 丙子年（鼠年）、清朝光绪2年 |

1876年臺灣，在清政府的推動下，清帝國福建省臺灣道調整了行政區劃，增設了臺北府等行政區劃。

## 政府

### 斯卡羅酋邦

瑯嶠君主：朱雷（Cudjuy Garuljigulj）

### 清帝國

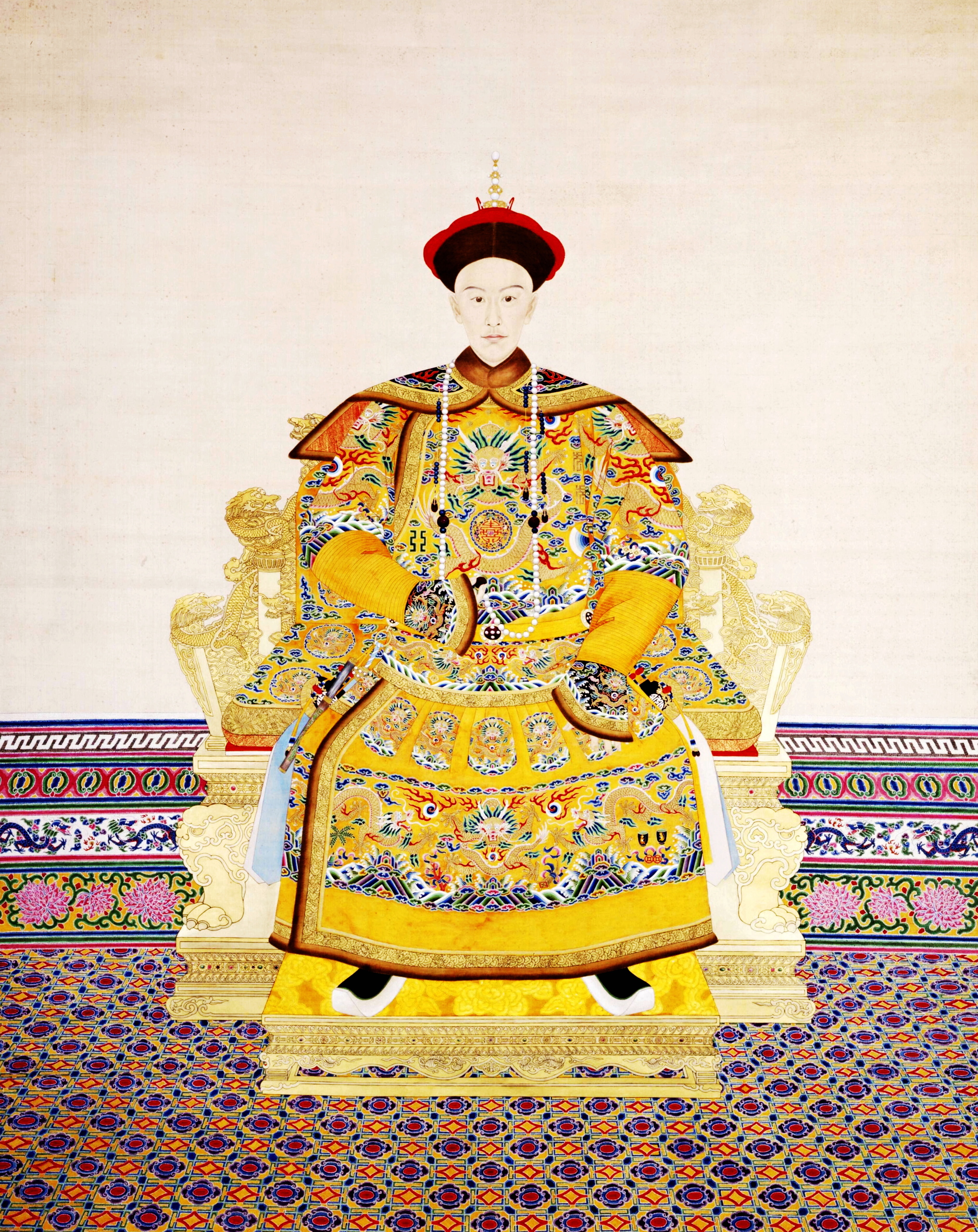
清朝皇帝：光绪帝
臺灣府知府：張夢元
臺灣府知府：孫壽銘

### 大豹共同體

總頭目：瓦旦·燮促（Watan Syat）

## 大事記
- 太魯閣事件，太魯閣族抗清。
- 1月16日（十二月二十日）：清廷決定在臺灣增設一府三縣（臺北府、淡水縣、新竹縣、宜蘭縣），並將噶瑪蘭通判改為臺北府分防通判、移駐雞籠設基隆廳[註 1]，並調整南北路理番同知的職銜與駐地[1]:90。

## 出生
- 9月7日——林烈堂，企業家。霧峰林家成員。參與包括製麻、樟腦，以及華南銀行的經營。（1947年逝世）
- 8月26日——陳鴻鳴，企業家。日治時期參與製糖，後任臺南州協議會會員、總督府評議會會員。（1950年逝世）
- 12月26日——姜紹祖，乙未戰爭時組織義勇軍參與抗日。（1895年逝世）